# Коли ал Метауро
Ко̀ли ал Мета̀уро (на италиански: Colli al Metauro) е община в Централна Италия, провинция Пезаро и Урбино, регион Марке. Административен център на общината е градче Калчинели (Calcinelli), което е разположено на 66 m надморска височина. Населението на общината е 12 356 души (към 2018 г.).
Общината е създадена в 1 януари 2017 г. Тя се състои от предшествуващите общини Монтемаджоре ал Метауро, Салтара и Серунгарина.